# Yves Langlois (monteur)
Pour les articles homonymes, voir Yves Langlois et Langlois.
Yves Langlois est un monteur et acteur canadien né le 16 septembre 1945 à Montréal

## Filmographie

### Comme monteur
- 1970 : Red
- 1971 : Finalement...
- 1971 : 7 fois... par jour
- 1972 : Quelques arpents de neige
- 1973 : Y'a toujours moyen de moyenner !
- 1974 : Je t'aime
- 1974 : Alien Thunder
- 1974 : René Simard au Japon
- 1975 : The French World Comes to Québec
- 1975 : Jacques Brel is alive and well and living in Paris
- 1975 : Pousse mais pousse égal
- 1976 : Né pour l'enfer (Born for Hell)
- 1976 : La Petite Fille au bout du chemin (The Little Girl Who Lives Down the Lane)
- 1978 : Les Liens de sang
- 1978 : Angela
- 1978 : Violette Nozière
- 1980 : Girls
- 1980 : Deux affreux sur le sable (It Rained All Night the Day I Left)
- 1980 : The Lucky Star
- 1981 : Il était une fois des gens heureux... Les Plouffe (Les Plouffe)
- 1981 : Salut! J.W. (TV)
- 1981 : La Guerre du feu
- 1983 : Bonheur d'occasion
- 1983 : Tell Me That You Love Me
- 1984 : Le Sang des autres
- 1985 : The Blue Man
- 1985 : Bayo
- 1986 : Morning Man
- 1986 : Toby McTeague
- 1986 : Lance et compte (série TV)
- 1988 : Liberace: Behind the Music
- 1989 : Mindfield
- 1989 : Malarek
- 1989 : Blind Fear
- 1990 : Bethune: The Making of a Hero
- 1991 : L'assassin jouait du trombone
- 1991 : Milena
- 1991 : Money
- 1991 : Scanners II : La Nouvelle Génération (Scanners II: The New Order)
- 1991 : Golden Fiddles (feuilleton TV)
- 1992 : Scanners III: Puissance maximum (Scanners III: The Takeover)
- 1993 : Deadbolt (TV)
- 1993 : Vendetta II: The New Mafia (TV)
- 1993 : Matusalem
- 1994 : Stalked
- 1994 : The Paper Boy
- 1994 : The Lifeforce Experiment (TV)
- 1994 : Les Jumelles Dionne  (téléfilm), de Christian Duguay
- 1994 : Highlander 3 (Highlander III: The Sorcerer) d'Andy Morahan
- 1995 : Young Ivanhoe (TV)
- 1995 : Arbalète et rock'n roll (A Young Connecticut Yankee in King Arthur's Court)
- 1995 : Planète hurlante (Screamers)
- 1996 : Jasmine (série TV)
- 1996 : Tireur en péril (Silent Trigger)
- 1996 : Hollow Point
- 1997 : Natural Enemy (TV)
- 1997 : Contrat sur un terroriste (The Assignment)
- 1997 : État d'urgence (The Peacekeeper)
- 1998 : Free Money
- 1999 : Taken
- 1999 : Chantage sans issue (36 Hours to Die) (TV)
- 2000 : Nuremberg (feuilleton TV)
- 2001 : Ignition
- 2001 : An Evening with Rosanne Seaborn (TV)
- 2002 : Napoléon (feuilleton TV)
- 2003 : Jericho Mansions
- 2004 : Piège pour une mère (A Deadly Encounter) (TV)
- 2004 : False Pretenses (TV)
- 2004 : Nouvelle-France
- 2005 : Crimes of Passion (TV)
- 2005 : Lies and Deception (TV)
- 2015 - 2024 : Capitaine Marleau de Josée Dayan (TV)
- 2022 : Diane de Poitiers de Josée Dayan (téléfilm en deux parties)

### Comme acteur
- 1968 : Le Viol d'une jeune fille douce
- 1987 : Ford: The Man and the Machine (TV) : Union Activist #2
- 1991 : Scanners II : La Nouvelle Génération (Scanners II: The New Order) : Morse Inst. Guard
- 1993 : Les Aventuriers d'Eden River (Flight from Justice) (TV) : Abel
- 2002 : Un agent d'influence (Agent of Influence) (TV) : Drunk